# Кабо Ольга Ігорівна
Ольга Ігорівна Кабо (28 січня 1968, Москва) — російська акторка, заслужена артистка Росії.

## Життєпис
Народилася 28 січня 1968 року в Москві, СРСР.
Закінчила Всесоюзний державний інститут кінематографії (1989, майстерня С. Бондарчука, І. Скобцевої) та мистецтвознавче відділення історичного факультету Московського державного університету ім. М. Ломоносова.
У відеозверненні в рамках проекту телеканалу 1+1 «Україна єдина» в березні 2014 року висловила любов до України..
У 2014 році взяла участь у російський провладній акції, сфотографувалась в футболці «Тополь санкций не боится» з зображенням ракетного комплексу. «Вона не має сумнівів у правоті Росії: „Ми переможемо, оскільки ми великі і сильні“».
В жовтні 2016 року приїздила в окупований Крим для участі в кінофестивалі Нікіти Міхалкова «Євразійскій мост».

## Фільмографія
1. 1983, 1986 — Анна Павлова — покоївка, (немає в титрах)
2. 1984 — І повториться все — Галя
3. 1984 — Жарти у бік — Олена Єрмакова
4. 1985 — Мільйон у шлюбному кошику — Ф'єрелла
5. 1986 — Лермонтов — фрейліна
6. 1986 — Осіння зустріч
7. 1986 — Юність Бембі — Марена
8. 1987 — Де знаходиться нофелет? — Перехожа зі Свердловська
9. 1987 — Нічний екіпаж — Катя
10. 1987 — Поразка — Женя
11. 1988 — Пригоди Квентіна Дорварда, стрільця королівської гвардії — Ізабелла де Круа
12. 1988 — Приморський бульвар — Лена
13. 1988 — Чорний коридор — Таня Граубе
14. 1989 — Ваня, ти як тут?!
15. 1989 — Дві стріли. Детектив кам'яного століття — Черепашка
16. 1989 — Комедія про Лісістрату — Мірріна
17. 1989 — Нечиста сила — Олена Шевельова
18. 1989 — Сірано де Бержерак — Роксана
19. 1990 — Кохання літньої людини — Ольга Вікторівна, коханка Володимира Синельникова
20. 1990 — Провінціалки — Таня, єдина дочка Лідії Андріївни, приїхала разом з матір'ю поступати до столичного вузу
21. 1990 — Лицарський замок — Емма, дружина Ромуальда
22. 1991 — Блукаючі зірки — Златка, сестра Гоцмаха
23. 1991 — Помирати не страшно — Ксенія Миколаївна
24. 1991 — Божевільний — Діва Марія
25. 1992 — Аріель (фільм) — Лоліта
26. 1992 — Біси — Єлизавета Миколаївна Тушина
27. 1992 — Їхати - значить їхати ...
28. 1992 — Мушкетери двадцять років потому — герцогиня де Шеврез
29. 1992 — Вбивство в Саншайн-Менор — Сара Драммонд
30. 1993 — Балерина (фільм) — Мама
31. 1993 — Той, що біжить по льоду — Олена Поповська
32. 1993 — Щоденник, знайдений у горбу — Надя
33. 1993 — Італійський контракт — Катарі
34. 1993 — Леді S з Москви — Наташа
35. 1993 — Романс про поета
36. 1994 — Чарівник Смарагдового міста — Мати Еллі, Чарівниця Стелла
37. 1994 — Похорони щурів — Анна
38. 1995 — Хрестоносець — Ольга
39. 1996 — Карнавальна ніч-2
40. 1996 — Королева Марго — Марі Туше
41. 2000 — Салон краси — Настя
42. 2001 — Люди й тіні. Секрети лялькового театру
43. 2002 — Вхід через вікно — Віра
44. 2004 — Закохані 2 — Гюзель
45. 2004 — Час жорстоких — Тетяна Громова
46. 2004 — Спокуса Титаніка — Наталі
47. 2004 — Сармат — Рита Сарматова
48. 2004 — Тобі, справжньому — Ганна Ненашева
49. 2005 — Кажан — баронеса Розалінда Айзенштайн
50. 2006 — 1-й Швидкий — епізод
51. 2006 — Ангел з Орлі — Парасковія Саніна
52. 2006 — Диявол з Орлі — Патриція Ормонд
53. 2006 — Сірано де Бержерак — Роксана
54. 2007 — Вілла розбрату, або Танець сонячного затемнення — Роза
55. 2007 — Ностальгія за майбутнім — Анастасія
56. 2007 — Дюймовочка (фільм, 2007) — Дама з лорнетом
57. 2008 — Афганський привид — Галина Потьомкіна, мати Андрія
58. 2008 — Почати спочатку. Марта  — Наталя Литвинова
59. 2008 — Срібний вік — Кіра Августівна
60. 2008 — Хочу дитину — Валерія Олегівна Третяк, референт в редакції
61. 2010 — У лісах і на горах — Ірина Крилова
62. 2010 — Будинок біля великої річки — Дама з лорнетом
63. 2010 — Сивий мерин — Віра Нестерова
64. 2011 — Варшавська битва. 1920 — Софія Миколаївна